# Điều khiển bền vững
Điều khiển bền vững là một nhánh của lý thuyết điều khiển tự động với cách tiếp cận thiết kế bộ điều khiển một cách rõ ràng để giải quyết sự không chắc chắn. Các phương pháp điều khiển bền vững được thiết kế cho các hệ thống có hàm mô tả chính xác nhưng các thông số không chắc chắn hoặc bị nhiễu trong một số tập hợp (thường là compact). Các phương pháp điều khiển bền vững nhằm đạt được hiệu suất mạnh mẽ và/hoặc tính ổn định với sự hiện diện của các sai số của mô hình giới hạn.
Các phương pháp đầu tiên của Bode và những người khác là khá bền vững; các phương pháp không gian trạng thái được phát minh vào những năm 1960 và 1970 đôi khi được phát hiện là thiếu bền vững, thúc đẩy nghiên cứu để cải thiện chúng. Đây là khởi đầu của lý thuyết Điều Khiển Bền Vững, được hình thành trong những năm 1980 và 1990 và vẫn còn hoạt động cho tới ngày hôm nay.
Ngược lại với luật điều khiển thích nghi, luật điều khiển bền vững tĩnh; chứ không phải là thích nghi với các phép đo của các biến, bộ điều khiển được thiết kế để làm việc với giả định rằng các biến nhất định sẽ không xác định nhưng bị chặn trong một biên nào đó.

## Khi nào một phương pháp điều khiển được cho là bền vững?
Một cách dễ hiểu, một bộ điều khiển được thiết kế cho một tập hợp các thông số riêng được cho là bền vững nếu nó cũng hoạt động tốt dưới một tập hợp giả định khác. Phản hồi độ lợi cao được là một ví dụ đơn giản của phương pháp điều khiển bền vững; với độ lợi đủ cao, ảnh hưởng của bất kỳ biến số nào cũng sẽ không đáng kể. Từ quan điểm hàm truyền vòng kín, độ lợi vòng hở cao mở dẫn đến loại bỏ nhiễu đáng kể theo quan điểm của tham số hệ thống không ổn định.
Trở ngại chính để đạt được độ lợi cao là sự cần thiết để duy trì sự ổn định hệ thống vòng kín. Việc tạo vòng điều khiển cho phép thao tác vòng kín ổn định có thể là một thách thức kỹ thuật.
Các hệ thống điều khiển bền vững thường kết hợp các topo tiên tiến trong đó bao gồm nhiều vòng phản hồi và đường nuôi tiến. Các luật điều khiển có thể được đại diện bởi các hàm truyền bậc cao để thực hiện đồng thời việc loại bỏ nhiễu mong muốn cùng vận hành vòng kín bền vững.
Phản hồi độ lợi cao là nguyên lý cho phép các mô hình đơn giản của bộ khuếch đại thuật toán và transistor lưỡng cực thoái hóa cực phát (emitter) sẽ được sử dụng trong các cài đặt khác nhau. Ý tưởng này đã được giải thích rõ bởi Bode và Black vào năm 1927.

## Lý thuyết hiện đại của điều khiển bền vững
Lý thuyết về điều khiển bền vững bắt đầu vào cuối những năm 1970 và đầu những năm 1980 và sớm phát triển một số kỹ thuật để đối phó với sự bất định của hệ thống giới hạn.
Có lẽ ví dụ quan trọng nhất của một kỹ thuật điều khiển bền vững là H-infinity loop-shaping, được phát triển bởi Duncan McFarlane và Keith Glover của Đại học Cambridge; Phương pháp này giảm thiểu độ nhạy của một hệ thống thông qua phổ tần số của nó, và điều này đảm bảo rằng hệ thống sẽ không đi chệch đáng kể khỏi quỹ đạo dự kiến khi có nhiễu xâm nhập vào hệ thống.
Một khu vực mới nổi của kiểm soát mạnh mẽ từ điểm áp dụng xem được trượt Chế độ điều khiển (SMC), mà là một biến thể của kiểm soát cấu trúc biến (VSS). Các đặc tính mạnh mẽ của SMC đối với sự không chắc chắn phù hợp cũng như sự đơn giản trong thiết kế với thu hút một loạt các ứng dụng.
Một ví dụ khác là loop transfer recovery (LQG / LTR), đã được phát triển để khắc phục những vấn đề thiết thực của điều khiển LQG.
Các kỹ thuật điều khiển bền vững khác bao gồm Lý thuyết Phản hồi Định lượng  (QFT=Quantitative Feedback Theory), điều khiển dựa trên tính thụ động, các bộ điều khiển dựa trên Lyapunov.v.v.
Khi hệ thống có những hành vi thay đổi đáng kể trong điều kiện hoạt động bình thường, có thể phát sinh nhiều luật điều khiển để giải quyết. Mỗi luật điều khiển riêng biệt giải quyết một chế độ hành vi của hệ thống cụ thể. Lấy ví dụ là ổ đĩa cứng của máy tính. Các chế độ điều khiển bền vững riêng biệt được thiết kế để giải quyết vấn đề hoạt động giao cắt của đầu từ được nhanh chóng, được gọi là tìm kiếm, một hoạt động chuyển tiếp khi đầu từ tiếp cận đích tới của nó, và một chế độ bám theo vết trong thời gian ổ đĩa thực hiện hoạt động truy cập dữ liệu của nó.
Một trong những thách thức đó là thiết kế một hệ thống điều khiển mà giải quyết được các chế độ vận hành đa dạng của những hệ thống này và cho phép chuyển đổi dễ dàng từ chế độ này sang chế độ kế tiếp càng nhanh càng tốt.
Những máy móc như vậy thúc đẩy hệ thống điều khiển tổng hợp là một phần mở rộng của ý tưởng lập kế hoạch độ lợi trong đó toàn bộ chiến lược điều khiển thay đổi dựa trên những thay đổi trong hành vi của hệ thống.